# Cotana albomaculata
Cotana albomaculata är en fjärilsart som beskrevs av George Thomas Bethune-Baker 1904. Cotana albomaculata ingår i släktet Cotana och familjen Eupterotidae. Inga underarter finns listade i Catalogue of Life.